# Yogyakarta, Lampung
Jogyakarta is een dorp in het onderdistrict Gading Rejo in het regentschap Pringsewu van de provincie Lampung, Indonesië. Jogyakarta telt 5110 inwoners (volkstelling 2010).
Opmerking: Niet te verwarren met Yogyakarta (ook: Jogjakarta) een stad midden op het eiland Java